# 1105
Năm 1105 là một năm trong lịch Julius.

## Mất
- Lý Thường Kiệt - chỉ huy quân Đại Việt đánh bại cuộc xâm lược của Nhà Tống, Anh hùng dân tộc Việt Nam.